# Nigramma nigriceps
Nigramma nigriceps là một loài bướm đêm trong họ Noctuidae.